# Josef Lutschounig von Felsenhof

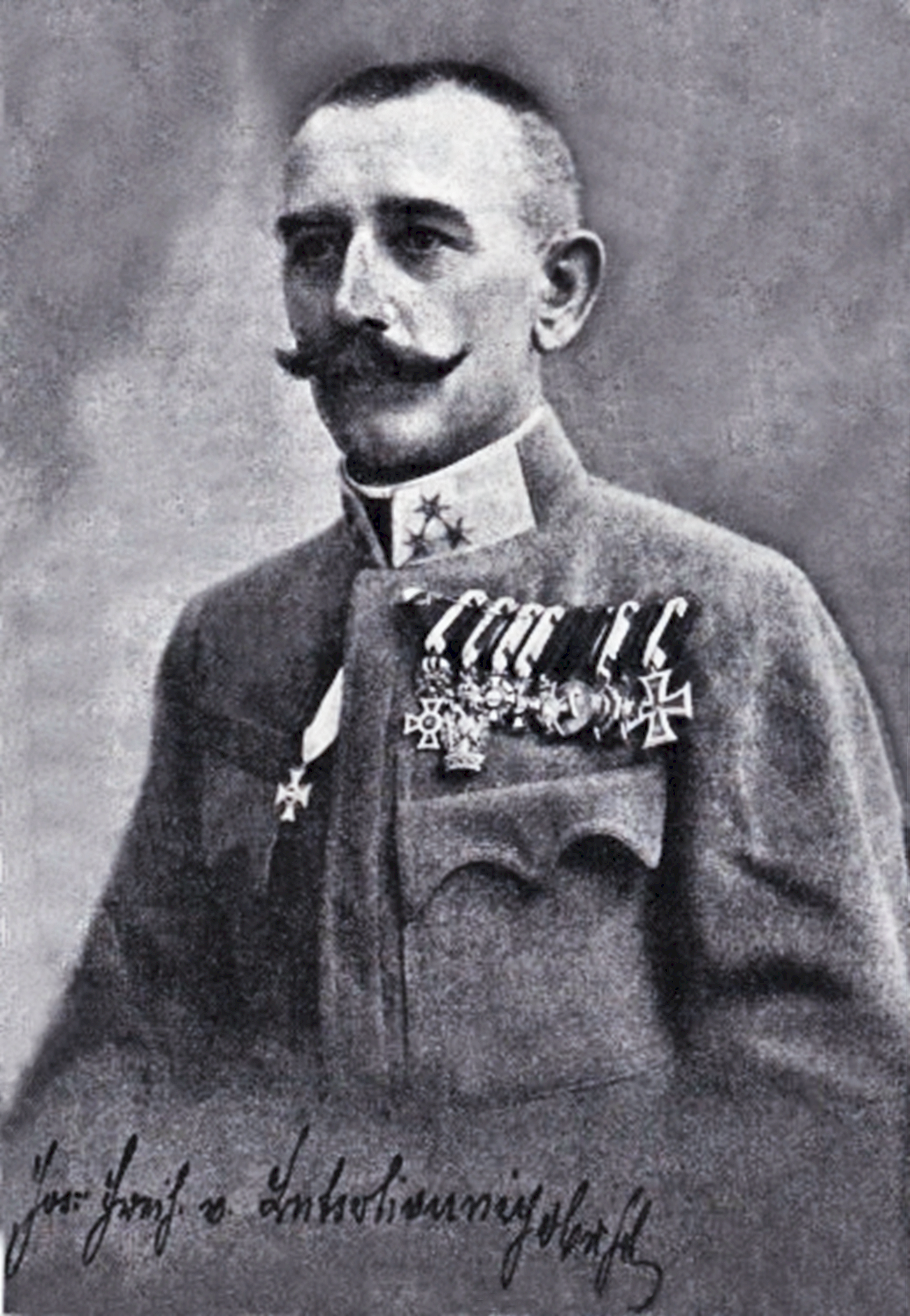
Josef Freiherr Lutschounig von Felsenhof, 1917

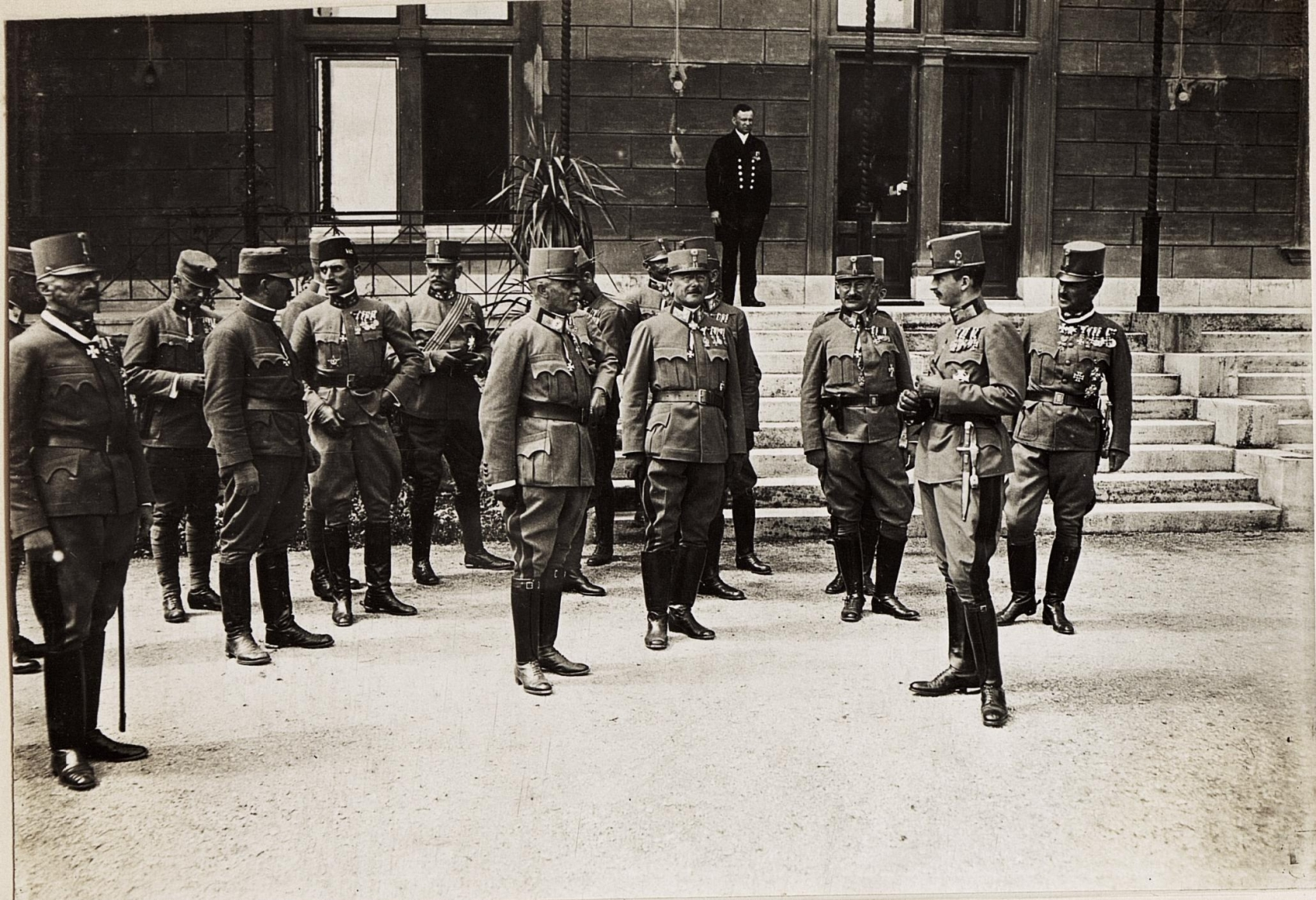
180. Promotion des Militär-Maria-Theresien-Ordens am 17. August 1917 in der Villa Wartholz, bei der auch Lutschounig sein Ordenskreuz erhielt

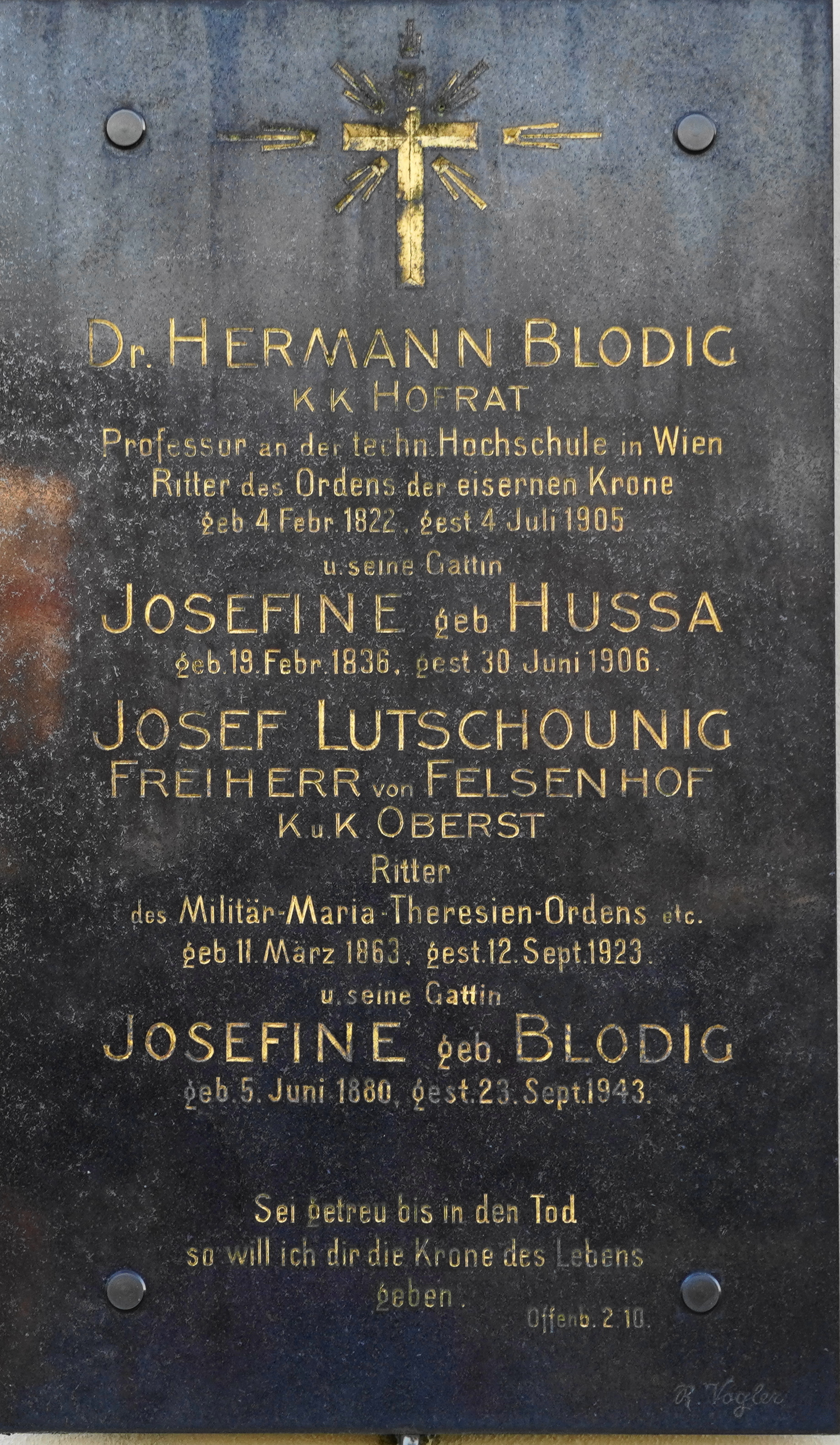
Friedhof Maria Rain, Tafel Josef Freiherr Lutschounig von Felsenhof (1863–1923)

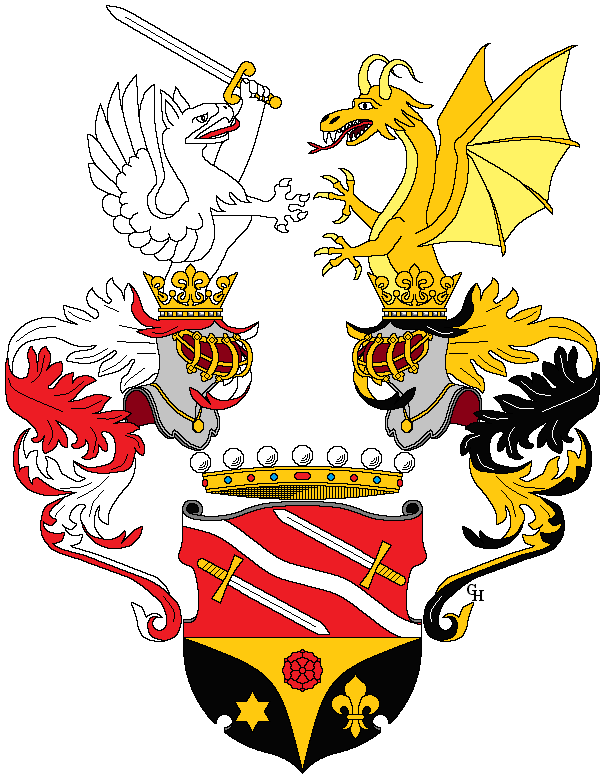
Freiherrenstandswappen Lutschounig von Felsenhof, 1917

Josef Freiherr Lutschounig von Felsenhof (* 11. März 1863 in Untertöllern, Maria Rain, Kärnten; † 12. September 1923 in Maria Rain) war ein österreichisch-ungarischer Offizier und Träger des Ritterkreuzes des Militär-Maria-Theresien-Ordens.

## Leben
Josef Lutschounig war der Bruder des Reichsratsabgeordneten und Bürgermeisters von Maria Rain, Jakob Lutschounig. Er besuchte die Pionierkadettenschule und wurde nach der Ausmusterung als 20-Jähriger zum Infanterieregiment Nr. 17 versetzt. Die Beförderungen erfolgten 1887 zum Leutnant, 1890 zum Oberleutnant, 1897 zum Hauptmann, nun beim Infanterieregiment 16. 1910 wurde er Major, 1913 Oberstleutnant beim Infanterieregiment Nr. 74. 1915, schon im Ersten Weltkrieg, wurde er Oberst.
Lutschounig zeichnete sich bei Kriegsbeginn in Serbien aus, während er durch Erkrankung des Regimentskommandanten das Kommando des Infanterieregimentes Nr. 74 innehatte. Am 6. September 1914 hatte das Regiment Befehl, über Ruma nach Osten zu marschieren, als Lutschounig die Nachricht erhielt, dass die Serben bei Šašinci die Save überschritten hatten. Er ließ das Regiment gegen den Brückenkopf der Serben vorgehen und befahl auch zwei Artillerie-Batterien die Teilnahme. Nach sechs Stunden Gefecht bei Šašinci kam dem Regiment die restliche 29. Infanterie-Truppendivision zu Hilfe. Die Kriegsbrücke der Serben wurde zerstört, die diesseits der Save befindlichen Truppen der serbischen Timok-Division gefangen genommen. Im Zusammenhang mit den Kämpfen gegen die Timok-Division am 6. September 1914 bei Šašinci wurden Lutschounig und Wilhelm Cavallar von Grabensprung drei Jahre später mit dem Militär-Maria-Theresien-Orden ausgezeichnet.
Nach den Kämpfen gegen die serbische Armee wurde Lutschounig anschließend mit seinem Regiment gegen Russland eingesetzt. Am 1. September 1915 wurde er Kommandant des Infanterieregiments Nr. 24, mit dem er an der Isonzofront eingesetzt wurde. Für seine Tätigkeit an dieser Front erhielt er den Orden der Eisernen Krone III. Klasse und das Ritterkreuz des Leopold-Ordens. Am 17. August 1917 wurde ihm für die Zerschlagung der Timok-Division 1914 von Kaiser Karl in der Villa Wartholz der Militär-Maria-Theresien-Orden verliehen. Entsprechend der Ordensstatuten wurde er in den erblichen Freiherrenstand erhoben und erhielt das Prädikat „von Felsenhof“.
Nach dem Ersten Weltkrieg lebte Lutschounig mit seiner Familie in Maria Rain, wo er am 12. September 1923 verstarb.
Nach Lutschounig ist die Villacher Lutschounig-Kaserne benannt.